# Ischnura luta
Ischnura luta – gatunek ważki z rodziny łątkowatych (Coenagrionidae).